# 竹むら
竹むら（たけむら）は、東京都千代田区神田須田町一丁目19番地にある甘味処、和菓子店。揚げ饅頭が有名。店舗は東京都景観条例に基づく東京都選定歴史的建造物に選定されている。創業は1930年（昭和5年）。

## 文化財
都選定歴史的建造物 - 平成13年選定
ぼたん
- 建設年 - 昭和5年（1930年）
- 設計者 - 不詳
- 構造規模 - 木造3階
- 概要 - 「汁粉」、入母屋造りで2階の欄干に竹と梅模様が彫られ、軒下に木製の提灯が下げられていて、その提灯には「竹邑」の表見も見られる。外観は屋根と庇で4層に見える[1]。

## 竹むらが登場する作品
著書
- 池波正太郎『散歩の時に何か食べたくなって』

ドラマ
- 元カレ
- ヒミツの花園
- 虎に翼 - 甘味処「竹もと」のモデル[2][3]

映画
- 『ステレオ・フューチャー』（出演：永瀬正敏、竹中直人）
- ちょんまげぷりん（出演：錦戸亮、ともさかりえ、鈴木福）

特撮
- 『仮面ライダー響鬼』 （2005年 - 2006年） - ロケ地。「甘味処たちばな」として登場。

アニメ
- 『ラブライブ!』（2013年） - 主人公・高坂穂乃果の実家　和菓子屋「穂むら」の外見のモデルとなったとされる[4]。舞台となったことから、若い作品のファンが店を訪れるようになったという[5]。

## ギャラリー

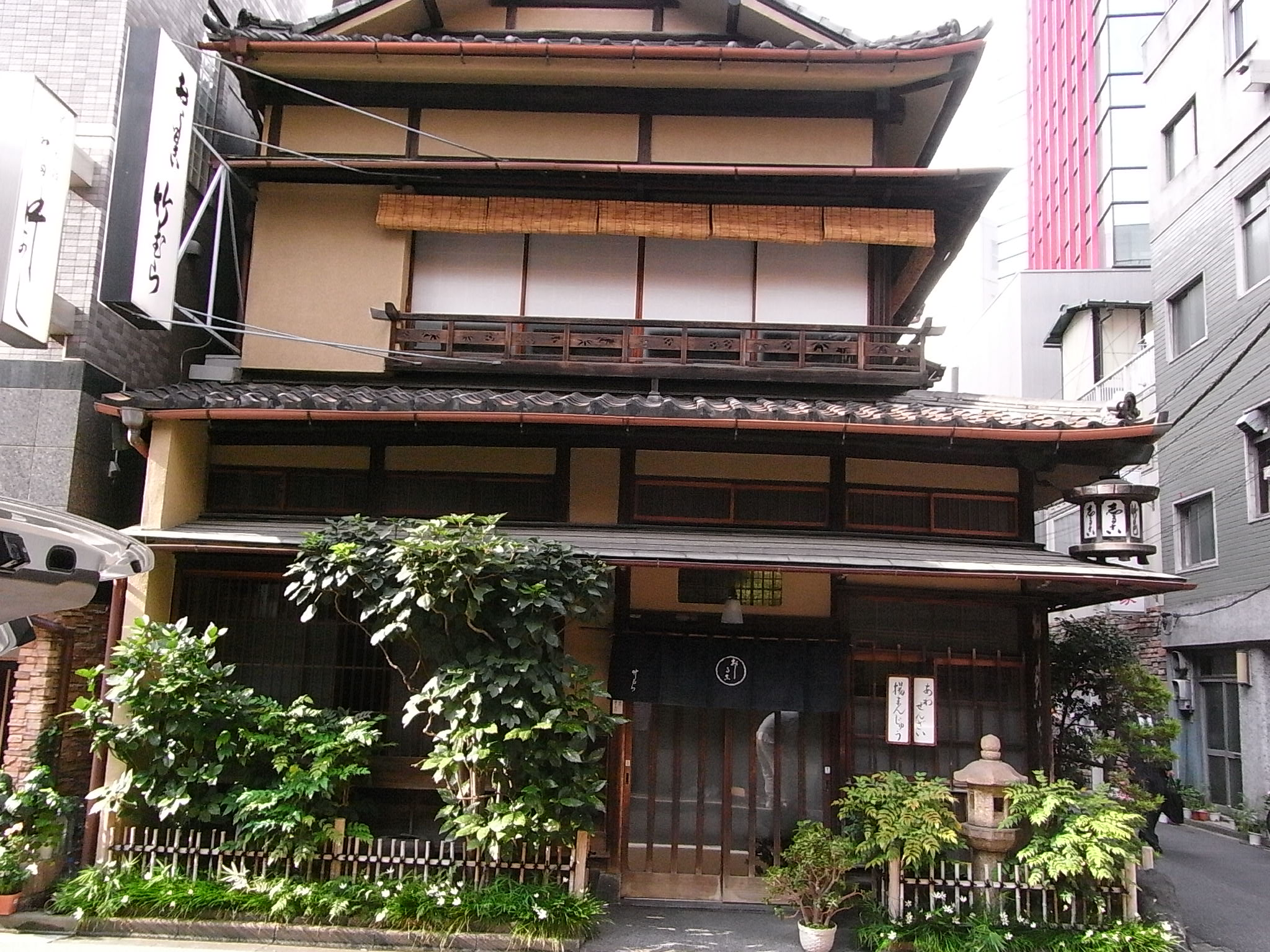
正面の外観（2009年10月1日撮影）
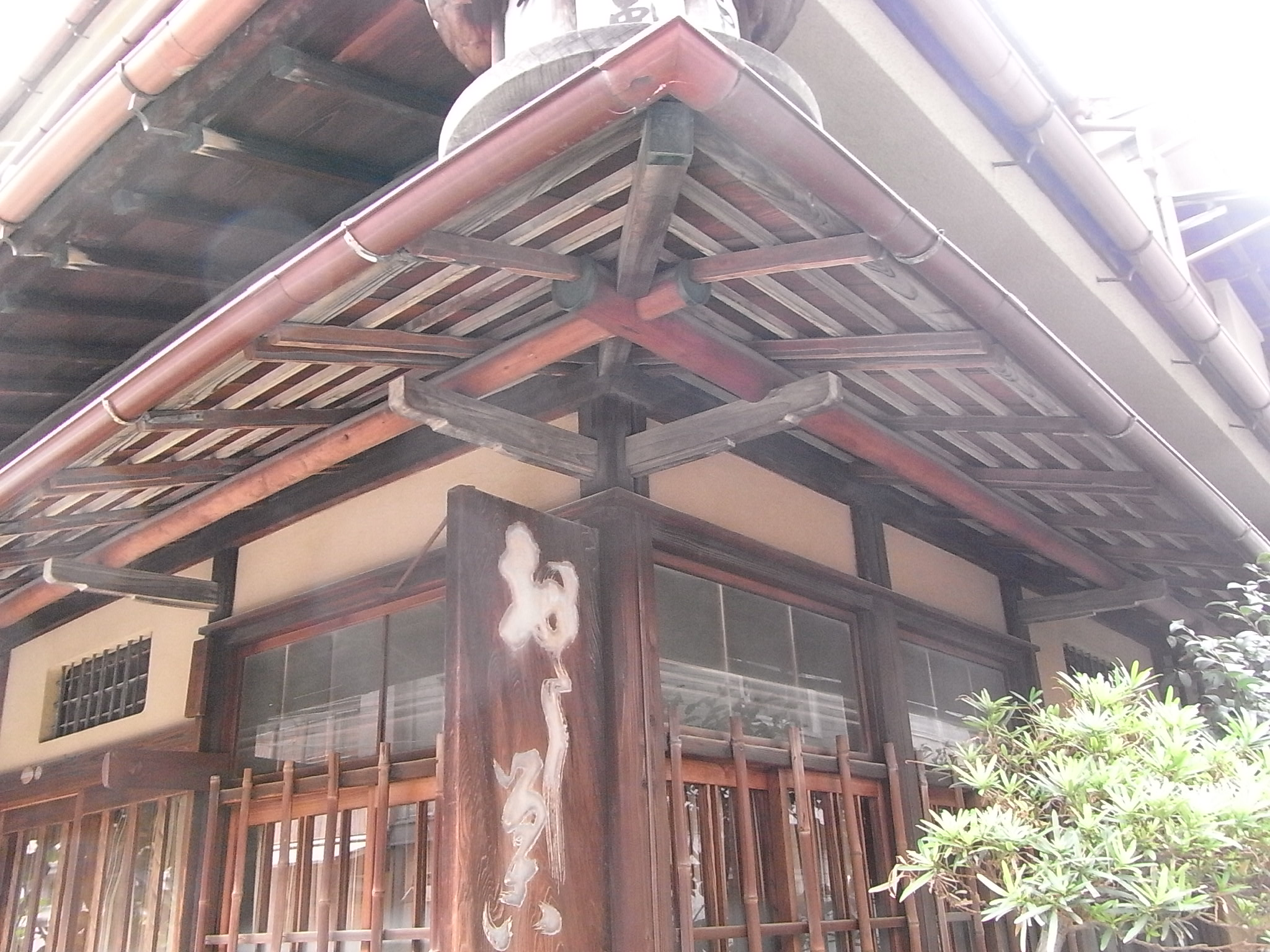
軒裏（2009年9月27日撮影）
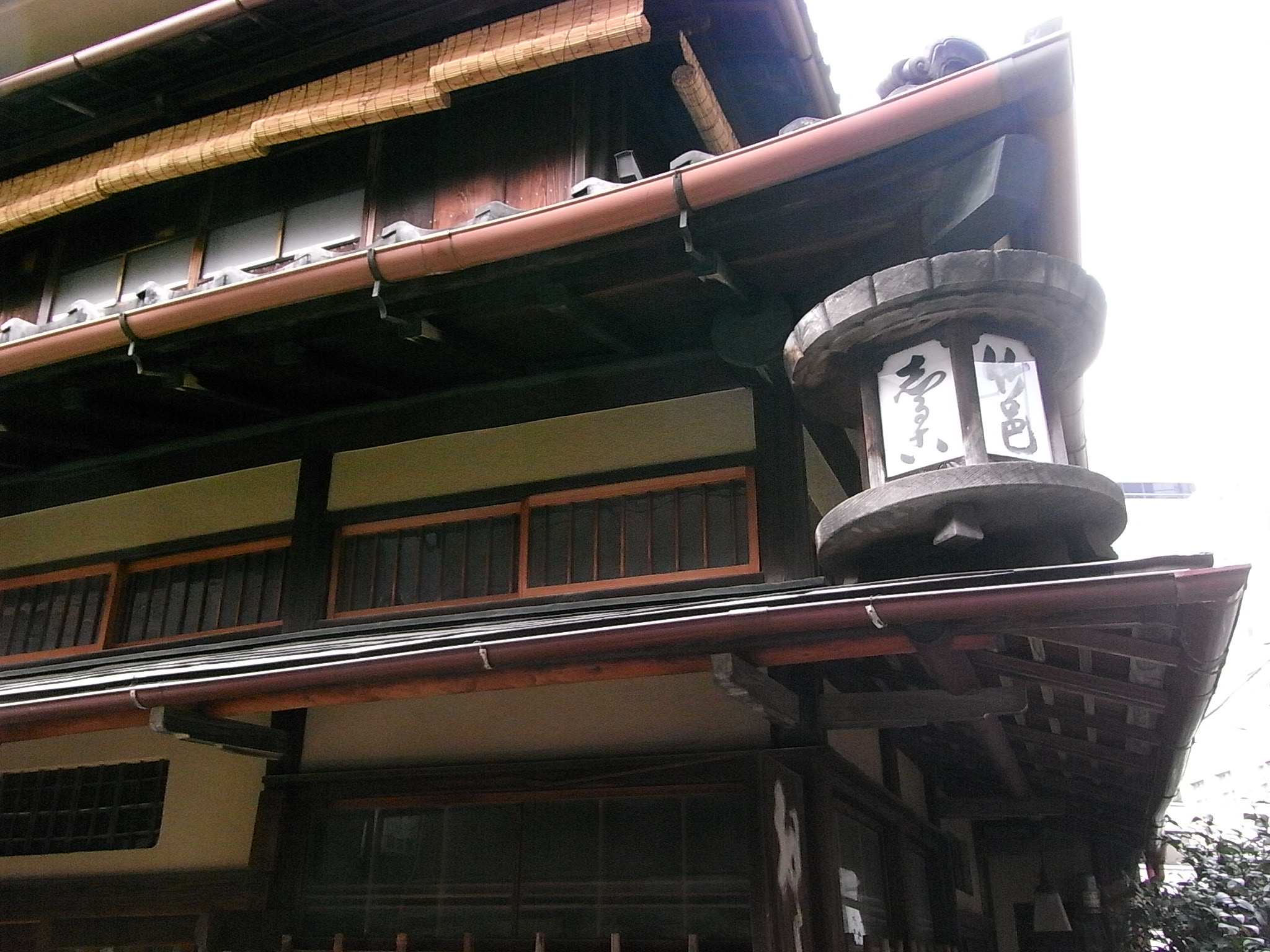
看板（2009年9月27日撮影）
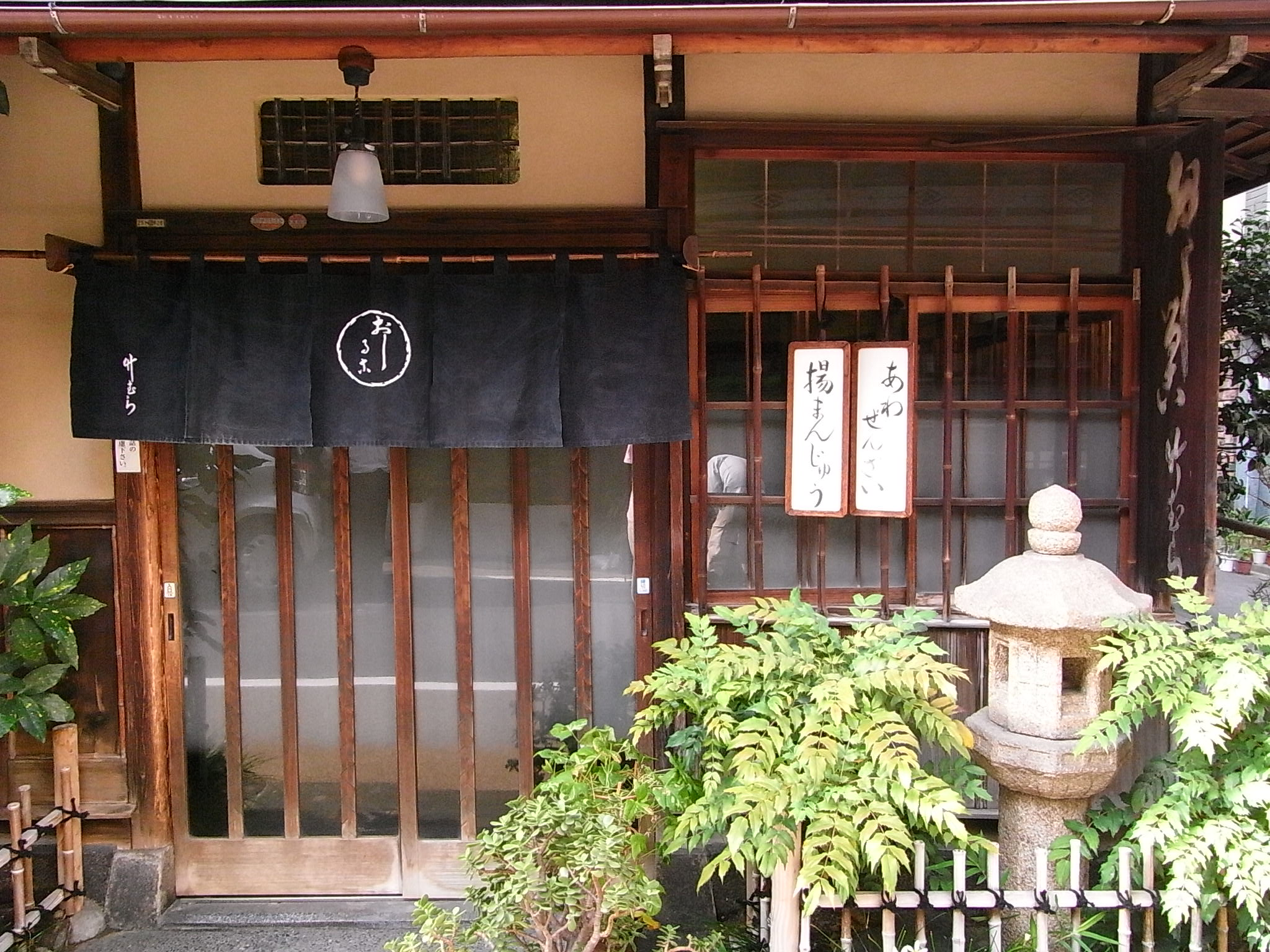
玄関周り（2009年10月1日撮影）
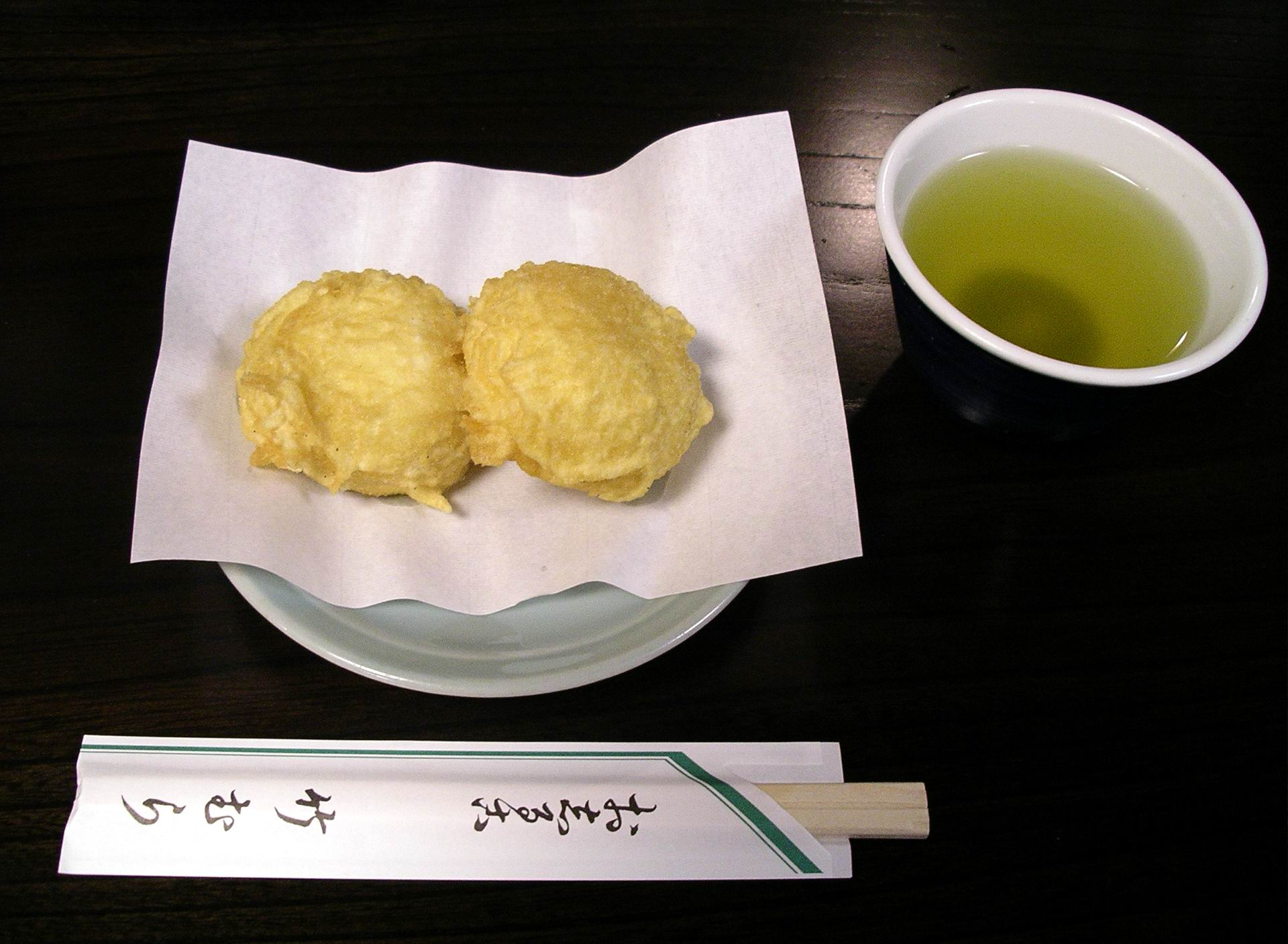
揚げ饅頭（2004年10月6日撮影）
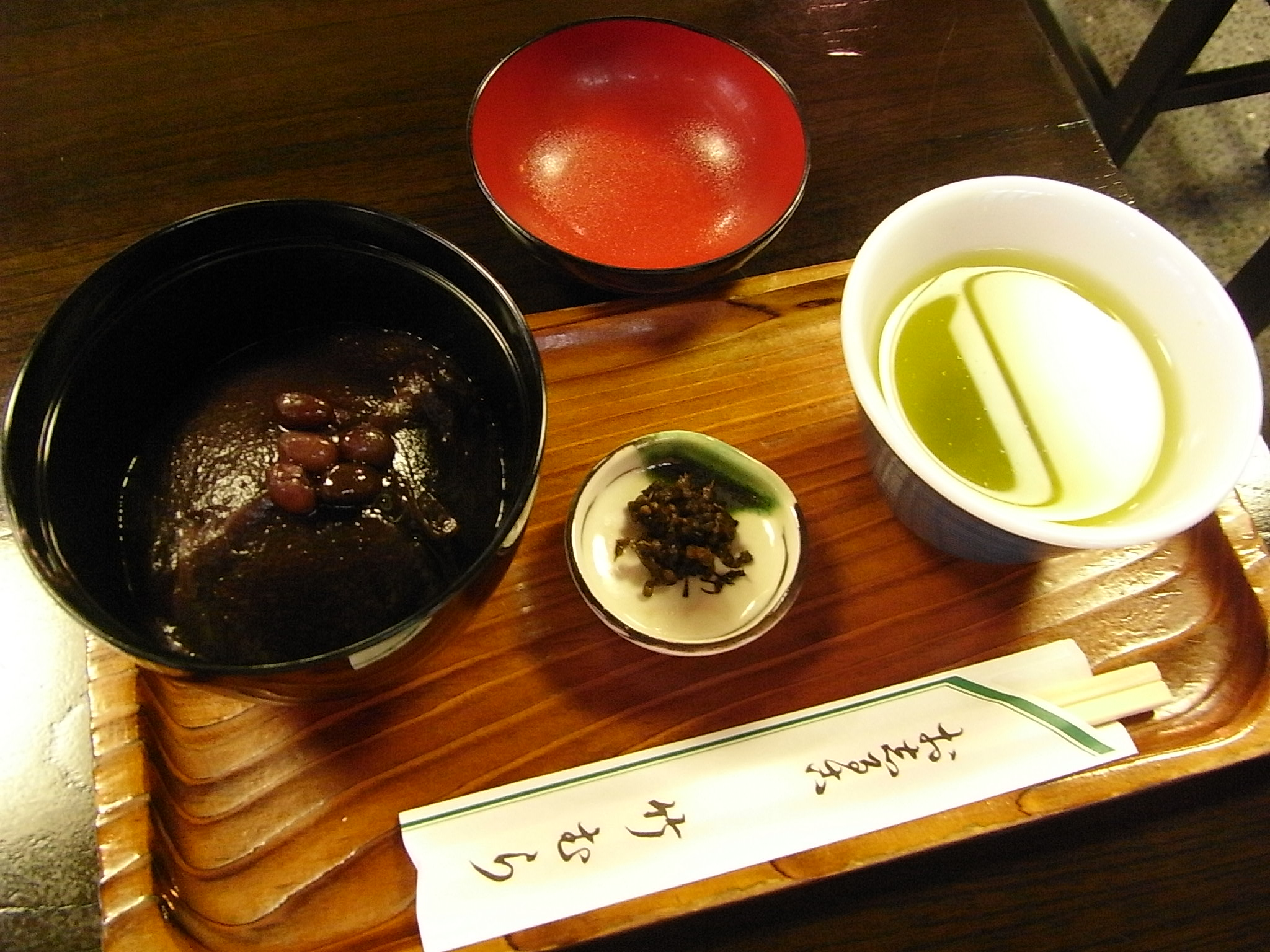
ぜんざい（2009年10月1日撮影）